# Conus scabriusculus
Espèce
Conus scabriusculus est une espèce de mollusques gastéropodes marins de la famille des Conidae.
Comme toutes les espèces du genre Conus, ces escargots sont prédateurs et venimeux. Ils sont capables de « piquer » les humains et doivent donc être manipulés avec précaution, voire pas du tout.

## Taxonomie

### Publication originale
L'espèce Conus scabriusculus a été décrite pour la première fois en 1817 par le naturaliste britannique Lewis Weston Dillwyn,.

### Synonymes
- Conus (Leporiconus) scabriusculus (Dillwyn, 1817) · appellation alternative
- Leporiconus scabriusculus (Dillwyn, 1817) · non accepté